# گورستان پارتی همدان
گورستان پارتی در محوطهٔ شیر سنگی در شهر همدان است. به دنبال کشف اتفاقی یک تابوت سفالی، در سال‌های ۱۳۵۳ و ۱۳۵۴ شمسی عملیات کاوش توسط هیأت باستان‌شناسی ایران در محوطهٔ شیر سنگی به سرپرستی آقای آذرنوش شروع شد. آثار مکشوفه شامل یک گورستان اسلامی و یک گورستان مربوط به دورهٔ ساسانی بود. گورستان اسلامی به دلیل عمق زیاد گورهای حفر شده، در موارد متعددی بقایای گورهای قدیمی را منهدم و از بین برده‌بود.
در فصل اول حفاری ۱۴ تدفین مشتمل بر ۷ تدفین در تابوت‌های سفالی، ۴ تدفین درون خمره، دو تدفین طاقباز و یک تدفین چمباته‌ای بدون تابوت به دست آمد. تابوت‌های استفاده شده، در نوع شمال شرقی همگی بیضی شکل با پوششی از تخته‌سنگ‌های نازم و فرم تابوت‌های نوع جنوب غربی منطبق با خطوط بدن اجساد بود و پوشش آن‌ها از تخته سنگ‌های نازک متفاوت با گروه قبل یا پوشش سفال و سنگ به صورت توأم بود.
در فصل دوم کاوش‌های  این گورستان در سال ۱۳۵۴ شمسی، جمعاً ۵۱ گور کاوش شد که ۳۱ نوع تدفین طاقباز بدون تابوت، ۱۱ تدفین چمباته، ۵ تدفین در تابوت و ۲ تابوت سفالی و یک تدفین بدون تابوت در هر یک دو اسکلت قرار داشت. کشف دو سکه از مهرداد یکم حدود ۱۷۵ پیش از میلاد و فرهاد دوم ۱۲۹ میلادی ثابت کرد که برخی از این تدفین‌ها مربوط به اوایل دوره اشکانی است.
وضعیت تاریخ گذاری گورستان شیر سنگی همدان چنین است:
- تدفین‌های چمباته‌ای مربوط به حدود ۴۰۰ پیش از میلاد اواخر دورهٔ هخامنشی.
- تدفین‌های با تابوت، بدون تابوت یا با پوشش خمره‌ای که سر اجساد در جنوب غربی قرار دارند، مربوط به دوران سلوکی.
- تدفین‌های با تابوت، بدون تابوت یا با پوشش خمره‌ای که سر اجساد در شمال شرقی واقع شده مربوط به نیمهٔ اول دوران اشکانی.

بدین ترتیب این گورستان به مدت ۲۰۰ سال مورد استفاده بوده و این سه روش تدفین بیانگر به وجود آمدن و گسترش سه جریان مذهبی متفاوت است که طی این دو سده جامعهٔ آن روز همدان را متأثر ساخته بود.

## منبع
- ابراهیمی، پروین (۱۳۸۲)، سیمای میراث فرهنگی همدان، تهران: سازمان میراث فرهنگی کشور، شابک ۹۶۴-۷۴۸۳-۶۸-۶